# Audrey Labeau
Audrey Labeau (* 14. Februar 1985 in Saint-Germain-en-Laye) ist eine französische Wasserspringerin. Sie ist hauptsächlich in der Disziplin Turmspringen sowohl in Einzel- als auch in Synchronwettbewerben aktiv.
Labeau nahm an den Olympischen Spielen 2008 in Peking teil und landete im Turmspringen auf Platz 21. 2009 hat sie erstmals an den Weltmeisterschaften teilgenommen und wurde dort im 10-m-Synchronspringen Siebte, im 10-m-Turmspringen Neunte.
Ihr bislang größter sportlicher Erfolg war der Gewinn der Silbermedaille bei den Europameisterschaften 2011 im Teamwettbewerb zusammen mit Matthieu Rosset.